# Prepatellarbursit
Prepatellarbursit, även känt som skurgummeknän och skurknän, är en bursit i knät, det vill säga en inflammation (slemsäcksinflammation) i bursa.